# Çağatay Ulusoy
Çağatay Ulusoy, né le 23 septembre 1990 à Istanbul, est un acteur turc.

## Biographie
Çağatay Ulusoy est né à Istanbul le 23 septembre 1990. Il a du côté de sa mère, Refiye, des origines bosniaques tandis que la famille de son père, Aylin, sont des turcs qui viennent de Bulgarie   . Son petit frère s'appelle Atalay. Parallèlement à ses études de paysagiste à l'Université d'Istanbul, il prend des cours de théâtre avec l'actrice Ayla Algan, mais aussi à l'école « Akademi 35 Buçuk », et il se lance dans le mannequinat à dix-neuf ans. En 2010, il gagne le titre de Best Model Of Turkey. Il se fait connaître du grand public avec la série Medcezir, remake de la série américaine Newport Beach. Il joue alors principalement dans des séries télévisées dont la dernière en date est Le Protecteur d'Istanbul, première série turque de Netflix dont il tient le rôle principal.

## Vie privée
Le 25 janvier 2013, Çağatay Ulusoy est arrêté avec plusieurs autres personnalités dans le cadre d'une affaire de stupéfiants. Près de huit grammes de cannabis sont retrouvés chez lui. Ulusoy a indiqué pour sa défense qu'il n'était qu'un simple consommateur.
En 2016, il achète une maison à Santa Monica, en Californie, d'une valeur hypothétique d'un demi-million de dollars. Il vit entre les États-Unis et la Turquie.
Il a été en couple avec plusieurs mannequins comme Serenay Sarıkaya, Gizem Karaca et Duygu Sarışın,,. 

## Filmographie

### Films
- 2011 : Anadolu Kartalları : Ahmet Onur
- 2015 : Delibal : Barış Ayaz
- 2021 : Des vies froissées : Mehmet
- 2024 : Centilmen : Saygin

### Séries télévisées
- 2011-2012 : Adını Feriha Koydum ( Je l'ai nommée Feriha ) : Emir Sarrafoğlu
- 2013 : Emir'in Yolu : Emir Sarrafoğlu
- 2013-2015 : Medcezir (Marée) :  Yaman Koper
- 2016-2017 : İçerde ( à l'intérieur ) : Sarp Yılmaz
- 2018-2020 : Le Protecteur d'Istanbul : Hakan Demir
- 2020 : Menajerimi Ara : Lui même (1 Épisode)
- 2021 : Yeşilçam : Semih Ateş
- 2023 :  Le Tailleur : Peyami Dokumaci
- 2024 : Kübra : Gokhan
- 2024 : Gaddar : (Brutal) : Dağhan
- 2025 : eşref rüya : eşref tek

## Distinctions
- 2010 : Best Model Of Turkey (Meilleur mannequin)
- 2015 : Golden Butterfly Award (Meilleur acteur pour son rôle dans Medcezir)